# Atractodes exitalis
Atractodes exitalis là một loài tò vò trong họ Ichneumonidae.